# Huyết án Ngọ môn nhà Minh
Huyết án Ngọ môn nhà Minh (tiếng Trung: 明朝午門血案) là một sự kiện xảy ra vào ngày 12 tháng 9 năm 1449 (ngày 26 tháng 8 năm Chính Thống thứ 14 dưới triều Minh Anh Tông) tại kinh sư Bắc Trực Lệ, cụ thể là tại Ngọ Môn. Đây là một vụ án mà các quan lại triều đình, không được sự cho phép, đã đánh chết ba người, bao gồm Mã Thuận - Chỉ huy đồng tri Cẩm Y Vệ, ngay trước mặt Giám quốc Thành Vương Chu Kỳ Ngọc.
Đây là vụ xung đột tại triều đình duy nhất được ghi nhận trong lịch sử nhà Minh. Nhờ sự nhanh trí của Binh bộ Thị lang Vu Khiêm, các quan chức tham gia sự việc này đều không bị trừng phạt.

## Bối cảnh
Vào tháng 8 năm Chính Thống thứ 14 (năm 1449), Minh Anh Tông dưới sự xúi giục của Vương Chấn đã đích thân dẫn quân chinh phạt quân Mông Cổ Ngõa Lạt. Tại Thổ Mộc Bảo, ông bị bao vây và bắt làm tù binh, khiến toàn bộ tinh nhuệ triều đình Minh bị tiêu diệt, và các quan đi theo đều tử nạn. Lợi dụng cơ hội này, người Mông Cổ dưới sự lãnh đạo của Dã Tiên đã tiến vào nội địa triều Minh và bao vây thành Bắc Kinh. Giám quốc Thành Vương Chu Kỳ Ngọc đã triệu tập các đại thần để vừa lên kế hoạch phòng thủ chiến lược, vừa tiến hành các hành động kêu gọi nghiêm trị Vương Chấn – kẻ gây họa trong biến cố Thổ Mộc – cùng bè đảng của ông ta.

## Diễn biến
Vào ngày Quý Dậu tháng 8 cùng năm, khi Thành Vương Chu Kỳ Ngọc nhiếp chính và chủ trì triều nghị, Thượng thư Hữu Đô Ngự Sử Trần Dật dâng sớ yêu cầu tru di toàn bộ gia tộc Vương Chấn, nói rằng: "Vương Chấn đã làm lung lay nền tảng xã tắc, xin trừng phạt cả gia tộc để an lòng dân. Nếu không chấp nhận, quần thần thề chết không lui". Khi dâng sớ, ông khóc lóc thảm thiết, khiến các đại thần đồng loạt hưởng ứng. Chu Kỳ Ngọc không thể quyết định, nên ra lệnh chọn thời điểm khác để bàn lại, nhưng các đại thần phản đối không chấp nhận. Chu Kỳ Ngọc sợ hãi, định đứng dậy rời đi, nhưng nội thị đóng cửa lại, quần thần ùa vào. Chu Kỳ Ngọc buộc phải ra lệnh tịch thu gia sản của Vương Chấn và sai Chỉ huy Cẩm Y Vệ Mã Thuận thực hiện. Mọi người nói: "Mã Thuận là phe cánh của Vương Chấn, nên cử Đô Ngự Sử Trần Dật". Lúc đó, thái giám Kim Anh truyền chỉ lệnh cho bách quan lui ra, nhưng mọi người muốn đánh Kim Anh, khiến ông phải trốn vào trong.
Lúc này, Đô chỉ huy đồng tri Mã Thuận bước ra quát mắng bách quan. Hộ khoa cấp sự Vương Hoành đột nhiên đứng dậy, dẫn đầu đánh mạnh vào Mã Thuận trong triều, cắn vào mặt ông ta, nói: "Mã Thuận trước đây dựa vào uy quyền của Vương Chấn làm điều ác, nay đã đến nước này, ngươi còn không biết sợ sao!". Các đại thần cùng nhau tấn công, Mã Thuận chết ngay tại chỗ. Mọi người tiếp tục yêu cầu Chu Kỳ Ngọc giao nộp phe cánh của Vương Chấn là Mao Quý và Vương Trường. Kim Anh liền đẩy hai người ra, họ bị quần thần đánh chết. Một số đại thần treo ba thi thể lên cổng Đông An, binh sĩ thấy vậy tranh nhau đánh không ngừng. Sau đó, họ bắt giữ cháu của Vương Chấn là Chỉ huy Cẩm Y Vệ Vương Sơn, trói ngược và bắt quỳ trong triều, các đại thần thay nhau nhổ nước bọt và mắng chửi. Lúc này, máu chảy khắp triều đình, binh sĩ cũng ồn ào đòi giết, lễ nghi triều đình không còn tồn tại. Dù đã đánh chết Mã Thuận, bách quan vẫn sợ hãi, không yên.
Chu Kỳ Ngọc thấy vậy cũng kinh hãi, muốn đứng dậy rời đi. Lúc này, Binh bộ Thị lang Vu Khiêm chen đến trước mặt Chu Kỳ Ngọc, nắm tay khuyên nhủ: "Điện hạ đừng đi. Mã Thuận và những người khác tội đáng chết, không giết không đủ để giải tỏa cơn giận của mọi người. Hơn nữa, quần thần vì xã tắc, không có ý gì khác, xin đừng truy cứu các đại thần". Nghe vậy, mọi người mới dừng lại, nhưng lúc này tay áo của Vu Khiêm đã rách. Chu Kỳ Ngọc bị Vu Khiêm thuyết phục, buộc phải theo lệnh, ban chỉ khen ngợi bách quan trở về làm việc, Mã Thuận tội đáng chết, không truy cứu thêm. Mọi người bái tạ rồi rời đi.
Khi Vu Khiêm ra khỏi cửa Tả Dịch, Thượng thư Lại bộ Vương Trực nắm tay ông than rằng: "Quốc gia đang trông cậy vào ngài. Hôm nay tình hình như vậy, dù có một trăm Vương Trực cũng không xử lý nổi!".

## Kết quả
Sau đó, Trần Dật nhận lệnh kiểm kê tài sản của Vương Chấn và phe cánh của ông ta như Bành Đức Thanh. Tài sản của Vương Chấn được tìm thấy rất xa hoa, ngang ngửa cung đình, bao gồm nhiều dinh thự nguy nga, đồ dùng và vật dụng quý hiếm. Có những mâm ngọc đường kính cả thước, san hô cao đến bảy, tám thước, cùng hơn mười kho vàng bạc và hơn vạn con ngựa, tất cả đều được sung công vào quốc khố.
Cháu của Vương Chấn, Vương Sơn, bị xử lăng trì giữa chợ, và toàn bộ gia tộc Vương Chấn, không phân biệt già trẻ, đều bị chém đầu. Sau sự kiện này, Thái hậu chỉ định Vu Khiêm làm Binh bộ Thượng thư để xử lý những tàn dư phe Vương Chấn. Sau khi loại bỏ hoàn toàn phe cánh của Vương Chấn, các quan viên nhà Minh đã đồng lòng tập trung vào việc chuẩn bị cho cuộc phòng thủ Bắc Kinh, và cuối cùng đã giành chiến thắng trong trận chiến bảo vệ kinh sư.